# ناحیه وادی زناتی
ناحیه وادی زناتی (به عربی: دائرة وادی الزناتی) یک ناحیه در الجزایر است که در استان قالمه واقع شده‌است. ناحیه وادی زناتی ۴۴٬۶۲۲ نفر جمعیت دارد.